# Plectina
La plectina és una proteïna gegant que es troba a gairebé totes les cèl·lules de mamífers que actua com a enllaç entre els tres components principals del citoesquelet: microfilaments d'actina, microtúbuls i filaments intermedis. A més, la plectina enllaça el citoesquelet amb les unions que es troben a la membrana plasmàtica que connecten estructuralment diferents cèl·lules. En mantenir aquestes diferents xarxes unides, la plectina té un paper important en el manteniment de la integritat mecànica i les propietats viscoelàstiques dels teixits.

## Estructura
La plectina pot existir a les cèl·lules com a diverses isoformes empalmades alternativament, totes al voltant de 500 kDa i > 4000 aminoàcids. Es creu que l'estructura de la plectina és un dímer que consisteix en una bobina central enrotllada d'hèlixs alfa que connecten dos grans dominis globulars (un a cada extrem). Aquests dominis globulars són els responsables de connectar la plectina amb els seus diferents objectius citoesquelètics. El domini carboxi-terminal està format per 6 regions repetitives altament homòlogues. Se sap que el subdomini entre les regions cinc i sis d'aquest domini es connecta als filaments intermedis citoqueratina i vimentina. A l'extrem oposat de la proteïna, al domini N-terminal, s'ha definit una regió com a responsable de la unió a l'actina. El 2004, es va determinar l'estructura cristal·lina exacta d'aquest domini d'unió a l'actina (ABD) en ratolins i es va demostrar que estava composta per dos dominis d'homologia de calponina (CH). La plectina s'expressa en gairebé tots els teixits de mamífers. En el múscul cardíac i el múscul esquelètic, la plectina es localitza en entitats especialitzades conegudes com a discs Z. La plectina s'uneix a diverses proteïnes, incloent vinculina, DES, actina, fodrin, proteïnes associades a microtúbuls, laminina nuclear B, SPTAN1, viment i ITGB4.

## Funció
Els estudis que utilitzen un ratolí knockout de plectina han aportat llum sobre les funcions de la plectina. Els cadells van morir 2-3 dies després del naixement, i aquests ratolins presentaven anomalies cutànies marcades, inclosa la degeneració dels queratinòcits. Els teixits musculars esquelètics i cardíacs també es van veure afectats significativament. Els discos intercalats cardíacs es van desintegrar i els sarcòmers tenien una forma irregular, i també es va observar una acumulació intracel·lular de feixos miofibril·lars aïllats aberrants i components del disc Z. L'expressió de vinculina a les cèl·lules musculars es va regular de manera sorprenent. Mitjançant l'ús de microscòpia immunoelectrònica d'or, immunoblotting i experiments d'immunofluorescència s'ha trobat que la plectina s'associa amb els tres components principals del citoesquelet. En el múscul, la plectina s'uneix a la perifèria dels discs Z, i juntament amb la proteïna desmina del filament intermedi, pot formar enllaços laterals entre els discos Z veïns. Aquesta interacció entre els filaments intermedis de la plectina i la desmina també sembla facilitar l'estreta associació de miofibril·les i mitocondris, tant als discs Z com al llarg de la resta del sarcòmer. La plectina també funciona per unir el citoesquelet a les unions intercel·lulars, com els desmosomes i els hemidesmosomes, que uneixen xarxes de filaments intermèdies entre cèl·lules. S'ha revelat que la plectina es localitza als desmosomas i estudis in vitro han demostrat que pot formar ponts entre la proteïna del desmosoma, la desmoplaquina i els filaments intermedis. En els hemidesmosomes, s'ha demostrat que la plectina interactua amb les subunitats d'integrina β4 de la placa hemidesmosoma i funciona de manera semblant a una pinça per unir la citoqueratina del filament intermedi amb la unió.

## Importància clínica
Les mutacions en PLEC s'han associat amb epidermòlisi bullosa simplex amb distròfia muscular. Recentment s'ha proposat una variant de PLEC com a causa de fibril·lació auricular en algunes poblacions. També es va observar la no compactació del ventricular esquerre aïllat que acompanyava l'epidermolisi bullosa simplex amb distròfia muscular. La plectina s'ha proposat com a biomarcador del càncer de pàncrees. Tot i que normalment és una proteïna citoplasmàtica, la plectina s'expressa a la membrana cel·lular en l'adenocarcinoma ductal pancreàtic (PDAC) i per tant es pot utilitzar per orientar les cèl·lules PDAC.